# Acalypha crassa
Acalypha crassa é uma espécie de flor do gênero Acalypha, pertencente à família Euphorbiaceae.